# Эль-Манзала
Эль-Манзала (араб. المنزلة‎) — город на севере Египта, расположенный на территории мухафазы Дакахлия.

## Географическое положение
Город находится в северо-восточной части мухафазы, вблизи озера Манзала, на расстоянии приблизительно 50 километров к востоку-северо-востоку (ENE) от Эль-Мансуры, административного центра провинции. Абсолютная высота — 15 метров над уровнем моря.

## Демография
По данным переписи 2006 года численность населения Эль-Манзалы составляла 75 034 человек.
Динамика численности населения города по годам:
| 1986   | 1996   | 2006   |
| ------ | ------ | ------ |
| 54 918 | 60 184 | 75 034 |

## Транспорт
Ближайший аэропорт расположен в городе Порт-Саид, на расстоянии 17 километров к востоку от Эль-Манзалы.